# Eldslandet (allaktivitetshus)
Eldslandet var ett allaktivitetshus för kultur och ungdomsverksamhet i Jönköping mellan åren 1993 och 1998.[källa behövs] Det kom att vara en samlingsplats för främst stadens kultur- och musikintresserade ungdom.
Byggnaden var från början del av Nydals Gjuteri & Mekaniska Verkstad och låg på nuvarande Nydalsgatan nära Rocksjön i Kålgården. Efter att gjuteriet stängts, användes lokalen ett tag som Jönköpings läns museums verkstad och förvaring.
Byggnaden omvandlades till allaktivitetshus hösten 1993, men den officiella invigningen var först den 14 januari 1994. Under de aktiva åren samsades flera olika grupper på Eldslandet och det blev känt för att vara en kreativ smältdegel av musik, teater, rollspel och andra kulturyttringar.

## Föreningar aktiva på Eldslandet
- Rockföreningen Svavel[3][4]var drivande aktör i att Eldslandet startades i samarbete med Jönköpings kommun och i att anordna konserter och disco/rave i lokalen. Föreningen grundades i början av 90-talet och meningen var att utöka konsertlivet i Jönköping som man ansåg hade ett fattigt utbud av musikevenemang för unga.[5]
- Rockmusikal Föreningen Error[6] hade medlemmar, de flesta ungdomar, som skrev och satte upp ett antal korta och längre pjäser i lokalen. Det största projektet var "The Rocky Error show" med premiär 1994 och var en omskrivning av filmen The Rocky Horror Picture show. Musiken skrevs dels av manusförfattarna och aktörerna, dels av husbandet "Rocky Terror" (senare The Terror Show).

## Konserter och evenemang på Eldslandet
| 1994         | Artist eller evenemang                                | Plats                              |
| ------------ | ----------------------------------------------------- | ---------------------------------- |
| 14 januari   | 3 Mä o 1 utan (Invigning av Eldslandet)               | Eldslandet                         |
| 15 januari   | The Sinners, Cardigans                                | Eldslandet                         |
| 29 januari   | Farcical, Rövsvett                                    | Eldslandet                         |
| 19 februari  | Sixten Redlös, Bates Motel                            | Eldslandet                         |
| 14 mars      | Bob Hund, 19-Springs                                  | Eldslandet                         |
| 13 april     | Lisa Ekdahl                                           | Eldslandet                         |
| 15 april     | Dia psalma, Mögel, FatalFemales                       | Eldslandet                         |
| 06 maj       | Pungent Stench(AUT), Brutal Truth(USA), Macabre (USA) | Eldslandet                         |
| 14 maj       | Lars Demian                                           | Eldslandet                         |
| 28 maj       | Köttgrottorna, Backyard Babies, Lousy, Bone Dance     | Eldslandet (Sam.arr.m.Länsmusiken) |
| 27 augusti   | De Lyckliga Kompisarna, The Sun                       | Eldslandet                         |
| 24 september | Krymplings, Lycky Seven                               | Eldslandet                         |
| 01 oktober   | Peter Walhbeck                                        | Eldslandet                         |
| 08 oktober   | Shivering Spines, Elevator Adam                       | Eldslandet                         |
| 05 november  | Extinction Of Mankind(UK), Warcollapse, Counterblast  | Eldslandet                         |